# 大阪社会医療センター付属病院
大阪社会医療センター付属病院（おおさかしゃかいいりょうセンターふぞくびょういん）は、大阪市外郭団体である社会福祉法人大阪社会医療センターが設置・運営する病院である。

## 概要
昭和45年（1970年）の開設以来、あいりん地域及びその周辺地域において無料低額診療及び医療･福祉に関する相談支援等のサービスを総合的かつ一体的に提供している。

## 指定医療機関
- 保険医療機関
- 労災保険指定病院
- 結核指定病院
- 公害医療機関
- 生活保護法指定病院(中国残留邦人等の円滑な帰国の促進並びに永住帰国した中国残留邦人等及び特定配偶者の自立の支援に関する法律(平成6年法律第30号)に基づく指定医療機関を含む。)
- 原子爆弾被害者一般疾病医療取扱病院
- 指定自立支援病院（更生医療）
- 指定自立支援医療機関（精神通院医療）
- 精神保健指定医の配置されている医療機関
- 特定疾患治療研究事業委託医療機関
- 身体障害者福祉法指定医の配置されている医療機関
- 無料低額診療事業実施医療機関

## 関連人物
- 本田良寛（医師） - 創設者。
- 荒川哲男 (医師)

## 交通アクセス
- JR大阪環状線・JR大和路線・南海本線・南海高野線「新今宮駅」から南へ徒歩4分[1]
- Osaka Metro御堂筋線・OsakaMetro堺筋線「動物園前駅」9番出口から西へ徒歩3分[1]
- 阪堺電気軌道阪堺線「新今宮駅前停留場」から西へ徒歩7分[1]

## 周辺
- 公益財団法人西成労働福祉センター
- 釜ヶ崎支援機構